# Giải vô địch bóng đá các quốc gia châu Phi 2019–21
Giải vô địch bóng đá các quốc gia châu Phi 2019–21 (tiếng Anh: 2019–21 CAF Nations League) là giải vô địch bóng đá các quốc gia châu Phi đầu tiên được tổ chức giữa các đội tuyển bóng đá nam trực thuộc liên đoàn bóng đá châu Phi (CAF). Các trận đấu đầu tiên sẽ được diễn ra từ tháng 8 năm 2019.

## Các đội
Có 36 thành viên CAF tham dự, chia thành bốn giải đấu:

### Giải đấu A
- Algérie
- Burkina Faso
- Cameroon
- Cabo Verde
- CHDC Congo
- Ai Cập
- Ghana
- Maroc
- Mali
- Nigeria
- Sénégal
- Tunisia

Đội giành chiến thắng chung cuộc ở giải đấu A cũng đồng nghĩa với việc vô địch giải đấu và sẽ gặp đội vô địch cúp bóng đá châu Phi 2019 trong trận siêu cúp châu Phi.

### Giải đấu B
- Bénin
- Cộng hòa Congo
- Bờ Biển Ngà
- Gabon
- Guinée
- Nam Phi
- Uganda
- Zambia

### Giải đấu C
- Angola
- Guiné-Bissau
- Kenya
- Madagascar
- Mauritanie
- Niger
- Togo
- Zimbabwe

### Giải đấu D
- Comoros
- Ethiopia
- Liberia
- Libya
- Malawi
- Seychelles
- Sierra Leone
- Tanzania